# Lituanie aux Jeux olympiques d'été de 2020
La Lituanie participe aux Jeux olympiques de 2020 à Tokyo au Japon. Il s'agit de sa 10e participation à des Jeux d'été.

## Médaillés
| Sport              | Discipline           | Athlète(s)         | Performance  | Date   |
| ------------------ | -------------------- | ------------------ | ------------ | ------ |
| Pentathlon moderne | Compétition féminine | Laura Asadauskaitė | 1 370 points | 6 août |

## Athlètes engagés
| Sport              | Hommes | Femmes | Total |
| ------------------ | ------ | ------ | ----- |
| Athlétisme         | 6      | 5      | 11    |
| Aviron             | 7      | 2      | 9     |
| Canoë-kayak        | 1      | 0      | 1     |
| Cyclisme           | 1      | 4      | 5     |
| Gymnastique        | 1      | 0      | 1     |
| Haltérophilie      | 1      | 0      | 1     |
| Judo               | 0      | 1      | 1     |
| Lutte              | 1      | 0      | 1     |
| Natation           | 5      | 1      | 6     |
| Pentathlon moderne | 1      | 2      | 3     |
| Tir                | 1      | 0      | 1     |
| Voile              | 1      | 1      | 2     |
| Total              | 26     | 16     | 42    |

## Résultats

### Athlétisme
| Athlète               | Épreuve               | 1er tour    | 1er tour    | Demi-finale | Demi-finale | Finale          | Finale   |
| Athlète               | Épreuve               | Temps       | Rang        | Temps       | Rang        | Temps           | Rang     |
| --------------------- | --------------------- | ----------- | ----------- | ----------- | ----------- | --------------- | -------- |
| Gediminas Truskauskas | 200 m masculin        | 21 s 2      | 5e          | Éliminé     | Éliminé     | Éliminé         | Éliminé  |
| Marius Žiūkas         | 20 km marche masculin | Non disputé | Non disputé | Non disputé | Non disputé | 1 h 27 min 35 s | 33e      |
| Arturas Mastianica    | 50 km marche          | Non disputé | Non disputé | Non disputé | Non disputé | 4 h 6 min 43 s  | 31e      |
| Agnė Šerkšnienė       | 400 m féminin         | 52 s 78     | 6e          | Éliminée    | Éliminée    | Éliminée        | Éliminée |
| Brigita Virbalytė     | 20 km marche féminin  | Non disputé | Non disputé | Non disputé | Non disputé | 1 h 35 min 56 s | 26e      |

| Athlète            | Épreuve                    | Qualification | Qualification | Finale      | Finale   |
| Athlète            | Épreuve                    | Performance   | Rang          | Performance | Rang     |
| ------------------ | -------------------------- | ------------- | ------------- | ----------- | -------- |
| Adrijus Glebauskas | Saut en hauteur masculin   | 2,17 m        | 26e           | Éliminé     | Éliminé  |
| Andrius Gudžius    | Lancer du disque masculin  | 65,94 m       | 2e            | 64,11 m     | 6e       |
| Edis Matusevičius  | Lancer du javelot masculin | 81,24 m       | 14e           | Éliminé     | Éliminé  |
| Airinė Palšytė     | Saut en hauteur féminin    | 1,86 m        | 27e           | Éliminée    | Éliminée |
| Diana Zagainova    | Triple saut féminin        | 13,10 m       | 28e           | Éliminée    | Éliminée |
| Liveta Jasiūnaitė  | Lancer du javelot féminin  | 61,96 m       | 8e            | 60,06 m     | 7e       |

### Aviron
| Athlète                                                                      | Compétition               | Série         | Série | Repêchages     | Repêchages     | Quarts de finale | Quarts de finale | Demi-finale                   | Demi-finale | Finale                 | Finale |
| Athlète                                                                      | Compétition               | Temps         | Rang  | Temps          | Rang           | Temps            | Rang             | Temps                         | Rang        | Temps                  | Rang   |
| ---------------------------------------------------------------------------- | ------------------------- | ------------- | ----- | -------------- | -------------- | ---------------- | ---------------- | ----------------------------- | ----------- | ---------------------- | ------ |
| Mindaugas Griškonis                                                          | Skiff masculin            | 7 min 5 s 88  | 2e    | Non concerné   | Non concerné   | 7 min 16 s 71    | 3e               | Demi-finale A/B 6 min 45 s 90 | 3e          | Finale A 6 min 57 s 60 | 6e     |
| Aurimas Adomavičius Saulius Ritter                                           | Deux de couple masculin   | 6 min 23 s 8  | 4e    | 6 min 27 s 36  | 2e             | Non disputé      | Non disputé      | Demi-finale A/B 6 min 34 s 4  | 6e          | Finale B 6 min 20 s 87 | 12e    |
| Dominykas Jančionis Dovydas Nemeravičius Armandas Kelmelis Martynas Džiaugys | Quatre de couple masculin | 6 min 3 s 7   | 5e    | 6 min 14 s 73  | 6e             | Non disputé      | Non disputé      | Non disputé                   | Non disputé | Finale B 5 min 51 s 67 | 10e    |
| Donata Karalienė Milda Valčiukaitė                                           | Deux de couple féminin    | 6 min 50 s 38 | 2e    | Non concernées | Non concernées | Non disputé      | Non disputé      | Demi-finale A/B 7 min 11 s 29 | 3e          | Finale A 6 min 47 s 44 | 4e     |

### Canoë-kayak
| Athlète            | Compétition     | Série    | Série | Quarts de finale | Quarts de finale | Demi-finale | Demi-finale | Finale Finale B Finale C | Finale Finale B Finale C |
| Athlète            | Compétition     | Temps    | Rang  | Temps            | Rang             | Temps       | Rang        | Temps                    | Rang                     |
| ------------------ | --------------- | -------- | ----- | ---------------- | ---------------- | ----------- | ----------- | ------------------------ | ------------------------ |
| Mindaugas Maldonis | K1 200 m hommes | 35 s 650 | 3e    | 35 s 466         | 1er              | 36 s 637    | 8e          | Finale B 36 s 257        | 10e                      |

### Cyclisme

#### Sur piste
| Athlète            | Compétition | Qualification        | Qualification | 1er tour                 | Repêchage 1                   | 2e tour                  | Repêchage 2              | 3e tour                  | Repêchage 3              | Quarts de finale         | Demi-finale              | Finale Match de classement | Finale Match de classement |
| Athlète            | Compétition | Temps Vitesse        | Rang          | Adversaire Temps Vitesse | Adversaire Temps Vitesse      | Adversaire Temps Vitesse | Adversaire Temps Vitesse | Adversaire Temps Vitesse | Adversaire Temps Vitesse | Adversaire Temps Vitesse | Adversaire Temps Vitesse | Adversaire Temps Vitesse   | Rang                       |
| ------------------ | ----------- | -------------------- | ------------- | ------------------------ | ----------------------------- | ------------------------ | ------------------------ | ------------------------ | ------------------------ | ------------------------ | ------------------------ | -------------------------- | -------------------------- |
| Simona Krupeckaitė | Femmes      | 10 s 706 67,252 km/h | 16e           | Lee Défaite              | Kobayashi Marozaitė Défaite   | Éliminée                 | Éliminée                 | Éliminée                 | Éliminée                 | Éliminée                 | Éliminée                 | Éliminée                   | 19e                        |
| Miglė Marozaitė    | Femmes      | 11 s 031 65,271 km/h | 24e           | Friedrich Défaite        | Kobayashi Krupeckaitė Défaite | Éliminée                 | Éliminée                 | Éliminée                 | Éliminée                 | Éliminée                 | Éliminée                 | Éliminée                   | 24e                        |

| Athlète                            | Compétition | Qualification        | Qualification | Demi-finale                        | Demi-finale | Finale                               | Finale |
| Athlète                            | Compétition | Temps Vitesse        | Rang          | Adversaire Temps Vitesse           | Rang        | Adversaire Temps Vitesse             | Rang   |
| ---------------------------------- | ----------- | -------------------- | ------------- | ---------------------------------- | ----------- | ------------------------------------ | ------ |
| Simona Krupeckaitė Miglė Marozaitė | Femmes      | 33 s 276 54,093 km/h | 7e            | Chine Défaite 32 s 827 54,833 km/h | 6e          | Mexique Défaite 32 s 808 54,865 km/h | 5e     |

| Athlète            | Compétition | 1er tour | Repêchages | Quarts de finale | Demi-finale | Finale (1-6) ou classement (7-12) |
| Athlète            | Compétition | Rang     | Rang       | Rang             | Rang        | Rang                              |
| ------------------ | ----------- | -------- | ---------- | ---------------- | ----------- | --------------------------------- |
| Simona Krupeckaitė | Femmes      | 6e       | 3e         | Éliminée         | Éliminée    | Éliminée                          |
| Miglė Marozaitė    | Femmes      | 6e       | 5e         | Éliminée         | Éliminée    | Éliminée                          |

| Athlète           | Compétition | Scratch | Scratch | Course tempo | Course tempo | Élimination | Élimination | Course aux points | Course aux points | Total | Rang |
| Athlète           | Compétition | Rang    | Points  | Rang         | Points       | Rang        | Points      | Rang              | Points            | Total | Rang |
| ----------------- | ----------- | ------- | ------- | ------------ | ------------ | ----------- | ----------- | ----------------- | ----------------- | ----- | ---- |
| Olivija Baleišytė | Femmes      | 13e     | 16      | 17e          | 8            | 6e          | 30          | 17e               | -20               | 34    | 17e  |

#### Sur route
| Athlète             | Compétition | Temps           | Rang    |
| ------------------- | ----------- | --------------- | ------- |
| Evaldas Šiškevičius | Hommes      | Abandon         | Abandon |
| Rasa Leleivytė      | Femmes      | 3 h 59 min 47 s | 35e     |

### Gymnastique artistique
| Athlète         | Compétition      | Qualifications | Qualifications | Qualifications | Qualifications | Qualifications    | Qualifications | Qualifications | Qualifications | Finale   | Finale         | Finale   | Finale   | Finale            | Finale     | Finale  | Finale  |
| Athlète         | Compétition      | Appareil       | Appareil       | Appareil       | Appareil       | Appareil          | Appareil       | Total          | Rang           | Appareil | Appareil       | Appareil | Appareil | Appareil          | Appareil   | Total   | Rang    |
| Athlète         | Compétition      | Sol            | Cheval d'arçon | Anneaux        | Saut           | Barres parallèles | Barre fixe     | Total          | Rang           | Sol      | Cheval d'arçon | Anneaux  | Saut     | Barres parallèles | Barre fixe | Total   | Rang    |
| --------------- | ---------------- | -------------- | -------------- | -------------- | -------------- | ----------------- | -------------- | -------------- | -------------- | -------- | -------------- | -------- | -------- | ----------------- | ---------- | ------- | ------- |
| Robert Tvorogal | Concours général | 13,633         | 12,100         | 13,300         | 13,666         | 14,500            | 12,766         | 80,232         | 46e            | Éliminé  | Éliminé        | Éliminé  | Éliminé  | Éliminé           | Éliminé    | Éliminé | Éliminé |

### Haltérophilie
| Athlète        | Compétition            | Arraché  | Arraché | Épaulé-jeté | Épaulé-jeté | Total  | Rang |
| Athlète        | Compétition            | Résultat | Rang    | Résultat    | Rang        | Total  | Rang |
| -------------- | ---------------------- | -------- | ------- | ----------- | ----------- | ------ | ---- |
| Arnas Šidiškis | Moins de 109 kg hommes | 156 kg   | 13e     | 187 kg      | 11e         | 343 kg | 11e  |

### Judo
| Athlète            | Compétition          | 1er tour               | 2e tour             | Quart de finale     | Demi-finale         | Repêchage           | Finale / MB         | Rang     |
| Athlète            | Compétition          | Adversaire Résultat    | Adversaire Résultat | Adversaire Résultat | Adversaire Résultat | Adversaire Résultat | Adversaire Résultat | Rang     |
| ------------------ | -------------------- | ---------------------- | ------------------- | ------------------- | ------------------- | ------------------- | ------------------- | -------- |
| Sandra Jablonskytė | Plus de 78 kg femmes | Maranić Victoire 01-00 | Dicko Défaite 00-01 | Éliminée            | Éliminée            | Éliminée            | Éliminée            | Éliminée |

### Lutte
| Athlète           | Compétition | Qualification       | Huitième de finale  | Quart de finale     | Demi-finale         | Repêchage           | Finale 3e place Classement | Rang    |
| Athlète           | Compétition | Adversaire Résultat | Adversaire Résultat | Adversaire Résultat | Adversaire Résultat | Adversaire Résultat | Adversaire Résultat        | Rang    |
| ----------------- | ----------- | ------------------- | ------------------- | ------------------- | ------------------- | ------------------- | -------------------------- | ------- |
| Mantas Knystautas | 130 kg      | Kayaalp Défaite 1-5 | Éliminé             | Éliminé             | Éliminé             | Éliminé             | Éliminé                    | Éliminé |

### Natation
| Athlète                                                            | Épreuve           | Série         | Série        | Demi-finale   | Demi-finale | Finale        | Finale   |
| Athlète                                                            | Épreuve           | Temps         | Rang         | Temps         | Rang        | Temps         | Rang     |
| ------------------------------------------------------------------ | ----------------- | ------------- | ------------ | ------------- | ----------- | ------------- | -------- |
| Danas Rapšys                                                       | 200 m nage libre  | 1 min 45 s 84 | 9e           | 1 min 45 s 32 | 3e          | 1 min 45 s 78 | 8e       |
| Danas Rapšys                                                       | 400 m nage libre  | 3 min 46 s 32 | 13e          | Non disputé   | Non disputé | Éliminé       | Éliminé  |
| Danas Rapšys                                                       | 200 m 4 nages     | 1 min 59 s 90 | 33e          | Éliminé       | Éliminé     | Éliminé       | Éliminé  |
| Giedrius Titenis                                                   | 100 m brasse      | 1 min 0 s 92  | 36e          | Éliminé       | Éliminé     | Éliminé       | Éliminé  |
| Andrius Šidlauskas                                                 | 100 m brasse      | 59 s 46       | 13e          | 59 s 82       | 13e         | Éliminé       | Éliminé  |
| Andrius Šidlauskas                                                 | 200 m brasse      | 2 min 9 s 56  | 13e          | 2 min 10 s 69 | 16e         | Éliminé       | Éliminé  |
| Simonas Bilis Deividas Margevičius Danas Rapšys Andrius Šidlauskas | 4 × 100 m 4 nages | Disqualifiés  | Disqualifiés | Non disputé   | Non disputé | Éliminés      | Éliminés |

| Athlète             | Épreuve      | Série         | Série | Demi-finale  | Demi-finale | Finale   | Finale   |
| Athlète             | Épreuve      | Temps         | Rang  | Temps        | Rang        | Temps    | Rang     |
| ------------------- | ------------ | ------------- | ----- | ------------ | ----------- | -------- | -------- |
| Kotryna Teterevkova | 100 m brasse | 1 min 682 s   | 15e   | 1 min 7 s 39 | 14e         | Éliminée | Éliminée |
| Kotryna Teterevkova | 200 m brasse | 2 min 26 s 82 | 23e   | Éliminée     | Éliminée    | Éliminée | Éliminée |

### Pentathlon moderne
| Athlète               | Compétition           | Escrime (épée, une touche) | Escrime (épée, une touche) | Natation (200 m nage libre) | Natation (200 m nage libre) | Natation (200 m nage libre) | Équitation (saut d'obstacles) | Équitation (saut d'obstacles) | Équitation (saut d'obstacles) | Combiné course/tir (3 200 m / pistolet à 10 m) | Combiné course/tir (3 200 m / pistolet à 10 m) | Combiné course/tir (3 200 m / pistolet à 10 m) | Total | Rang                               |
| Athlète               | Compétition           | Rang                       | Points                     | Temps                       | Rang                        | Points                      | Pénalités                     | Rang                          | Points                        | Temps                                          | Rang                                           | Points                                         | Total | Rang                               |
| --------------------- | --------------------- | -------------------------- | -------------------------- | --------------------------- | --------------------------- | --------------------------- | ----------------------------- | ----------------------------- | ----------------------------- | ---------------------------------------------- | ---------------------------------------------- | ---------------------------------------------- | ----- | ---------------------------------- |
| Justinas Kinderis     | Compétition masculine | 3e                         | 246                        | 2 min 2 s 84                | 18e                         | 305                         | 99 s 13                       | 31e                           | 247                           | 11 min 22 s 82                                 | 18e                                            | 618                                            | 1 416 | 18e                                |
| Laura Asadauskaitė    | Compétition féminine  | 25e                        | 192                        | 2 min 17 s 21               | 25e                         | 276                         | 77 s 9                        | =1re                          | 300                           | 11 min 38 s 37                                 | 1re                                            | 602                                            | 1 370 | Médaille d'argent, Jeux olympiques |
| Gintarė Venčkauskaitė | Compétition féminine  | 34e                        | 173                        | 2 min 18 s 37               | 30e                         | 274                         | 72 s 74                       | =1re                          | 300                           | 11 min 44 s 37                                 | 2e                                             | 592                                            | 1 343 | 7e                                 |

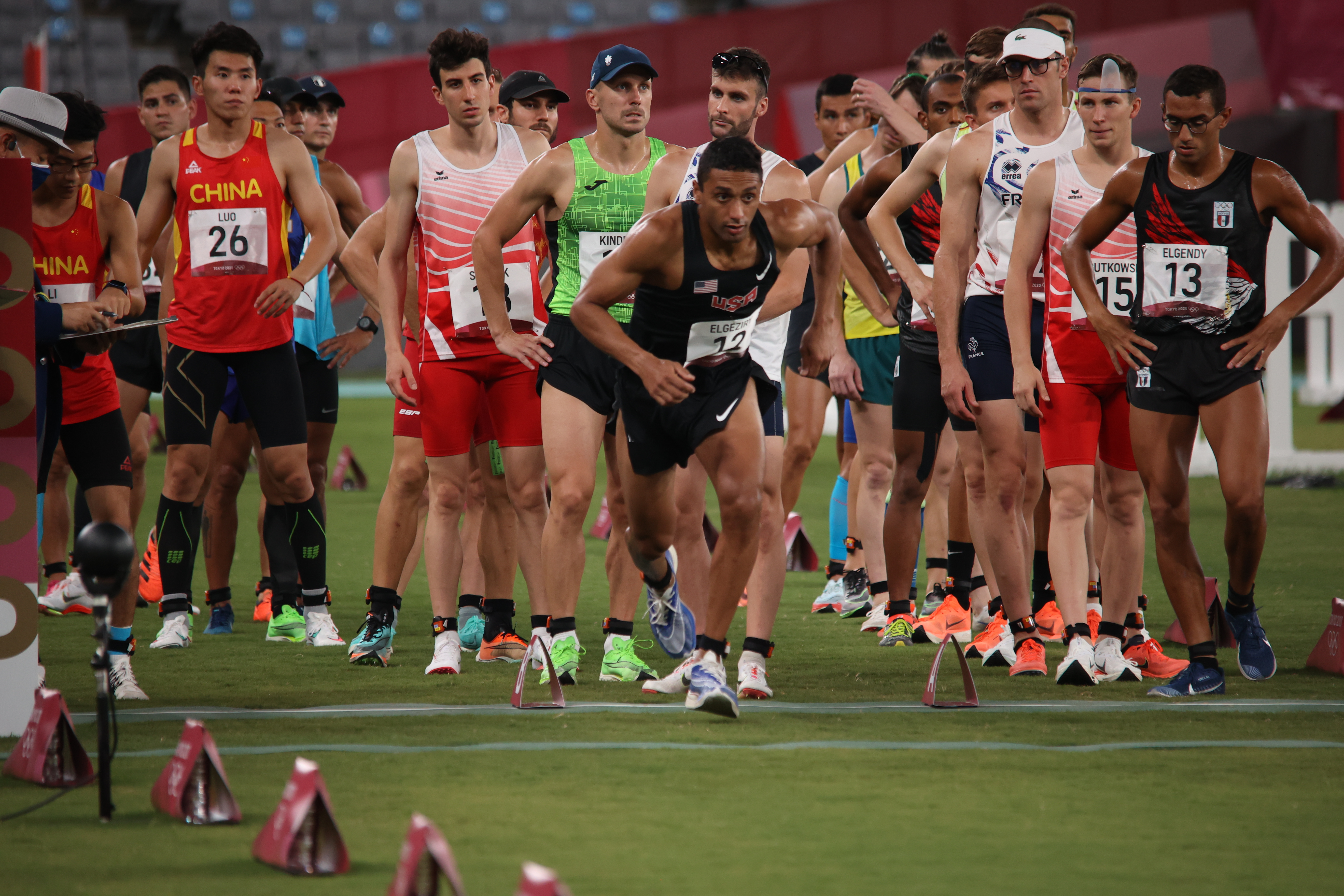
Justinas Kinderis au départ du combiné course.
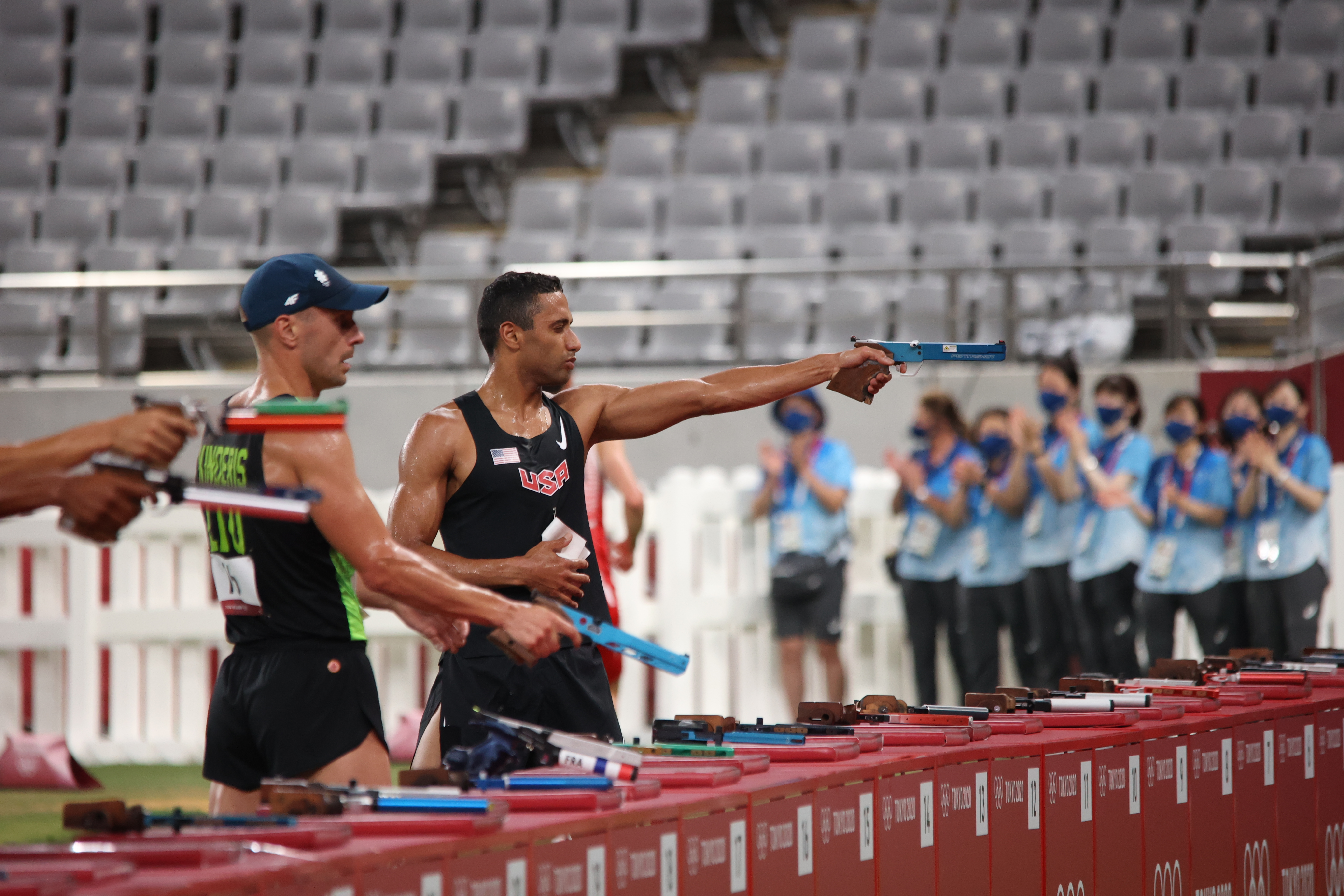
Justinas Kinderis au tir.
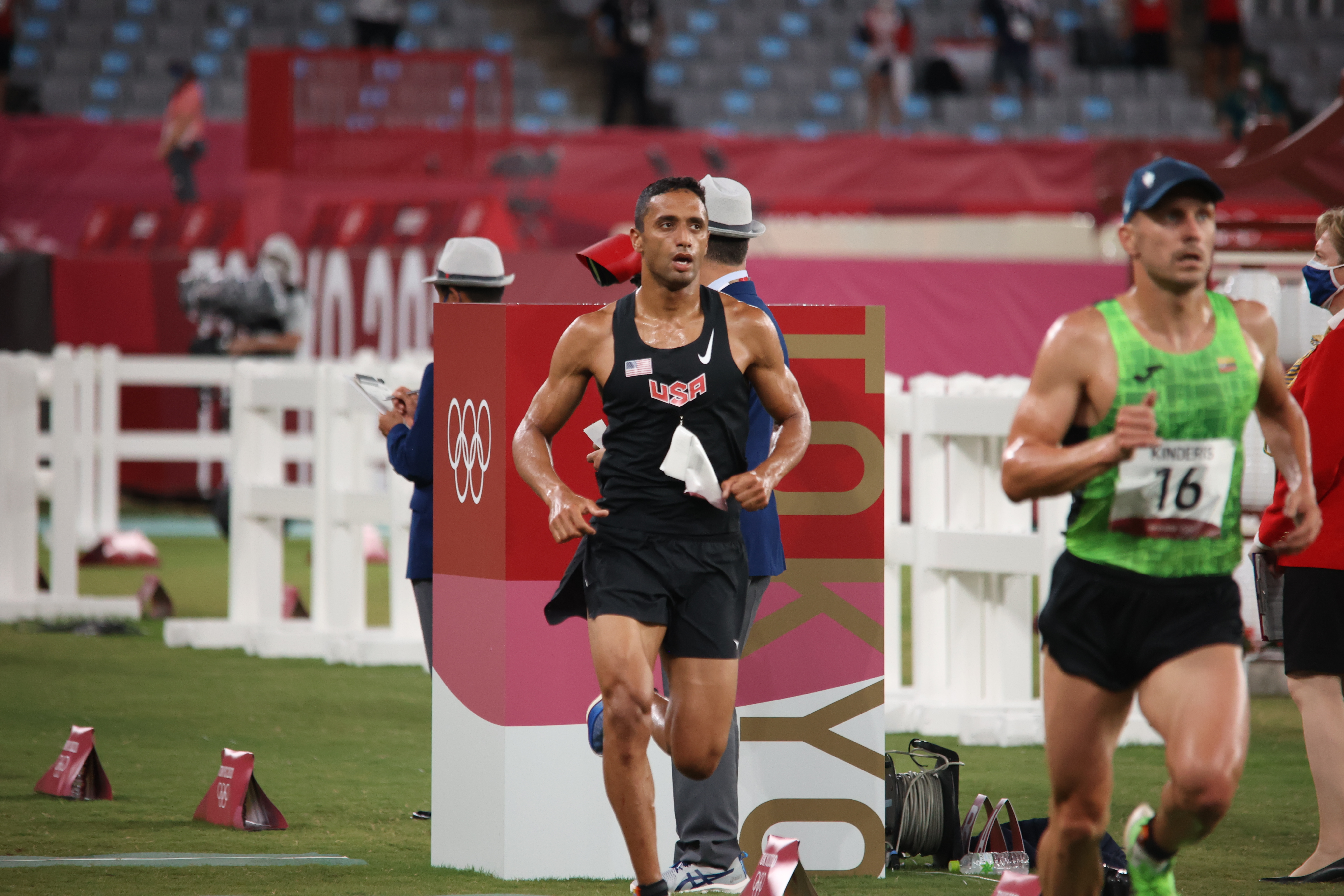
Justinas Kinderis à la course.

### Tir
| Athlète         | Compétition                  | Qualification | Qualification | Finale  | Finale  |
| Athlète         | Compétition                  | Points        | Rang          | Points  | Rang    |
| --------------- | ---------------------------- | ------------- | ------------- | ------- | ------- |
| Karolis Girulis | Carabine à air comprimé 10 m | 624,3         | 28e           | Éliminé | Éliminé |
| Karolis Girulis | Carabine à 50 m 3 positions  | 1 163         | 25e           | Éliminé | Éliminé |

### Voile
| Athlète             | Compétition         | Régate | Régate | Régate | Régate | Régate | Régate | Régate | Régate | Régate | Régate | Régate      | Régate      | Régate | Total net | Rang final |
| Athlète             | Compétition         | 1      | 2      | 3      | 4      | 5      | 6      | 7      | 8      | 9      | 10     | 11          | 12          | CM     | Total net | Rang final |
| ------------------- | ------------------- | ------ | ------ | ------ | ------ | ------ | ------ | ------ | ------ | ------ | ------ | ----------- | ----------- | ------ | --------- | ---------- |
| Juozas Bernotas     | RS:X hommes         | 23     | 11     | 12     | 15     | 26     | 10     | 12     | 18     | 13     | 12     | 14          | 5           | EL     | 145       | 15e        |
| Viktorija Andrulytė | Laser Radial femmes | 38     | 10     | 29     | 24     | 26     | 19     | 23     | 27     | 33     | 3      | Non disputé | Non disputé | EL     | 194       | 25e        |